# Carl Reiner
Carl Reiner (El Bronx, Nueva York; 20 de marzo de 1922-Beverly Hills, California; 29 de junio de 2020) fue un actor, comediante, guionista y director de cine estadounidense.

## Biografía
Reiner empezó a actuar en musicales de Broadway en 1948. A partir de 1950 apareció regularmente en el programa de televisión Your Show of Show, del que también fue uno de los guionistas, y desde 1954 en la continuación Caesar's Hour . El 1960 The Steve Allen Show se unió con Mel Brooks para formar un dúo cómico.
El 1961 creó, produjo y protagonizó su propia serie cómica, The Dick Van Dyke Show, que se mantuvo en antena hasta 1966, dirigió algunos episodios, y el 1967 hizo su primera película Entero Laughing, y más tarde dirigió varias comedias del actor Steve Martin como The Jerk (1979), Dead Men Don't Wear Plaid (1982), The Man with Two Brains (1983) y All of Me (1984). Carl Reiner ganó nueve Emmy y Grammy durante su carrera, y fue la única persona que apareció en las cinco versiones de The Tonight Show. El rol del veterano timador Saul Bloom en las tres entregas de Ocean's Eleven le brindó gran popularidad.

### Fallecimiento
El actor falleció el 29 de junio de 2020 a los 98 años de edad por causas naturales en su hogar de Beverly Hills.

## Filmografía

### Actor

#### Cine
- 1959: Happy Anniversary: Bud
- 1959: The Gazebo: Harlow Edison
- 1961: Gidget Goes Hawaiian: Russ Lawrence
- 1963: The Thrill of It All: oficial alemán / Cad / Cowboy
- 1963: It's a Mad Mad Mad Mad World de Stanley Kramer: control a Rancho Conejo
- 1965: John Goldfarb, Please Come Home
- 1965: The Arte of Love: Rueden
- 1966: Alice of Wonderland in Paris (voz)
- 1966: The Russians Are Coming the Russians Are Coming: Walt Whittaker
- 1966: No te quites el sueño, ya pensaremos en algún título (Don't Worry, We'll Think of a Title): Bookshop Customer
- 1967: A Guide for the Married Man de Gene Kelly: Técnico
- 1969: The Comic: Al Schilling
- 1969: Generation: Stan Herman
- 1972: This Week in Nemtim (telefilm): Wise man
- 1973: 10 from Your Show of Shows
- 1977: Oh, God!: Dinah's Guest
- 1978: The End: Dr James Maneet
- 1979: The Jerk: Carl Reiner, the Celebrity Suing Navin
- 1982: Dead Men Don't Wear Plaid: Juliet's Butler / Field Marshall Wilfred von Kluck
- 1983: El hombre con dos cerebros (The Man with Two Brains)
- 1987: Summer School: Mr. Dearadorian
- 1987: In the Mood: Alan Brady
- 1990: The Spirit of '76: Doctor Von Mobil
- 1993: Fatal Instinct: Juzgue Bien Arugula
- 1998: Slums of Beverly Hills: Mickey Abromowitz
- 2000: The Adventures of Rocky & Bullwinkle de Des McAnuff: P.G. Biggershot
- 2001: Ocean's Eleven: Saul Bloom
- 2001: The Majestic: Studio Executive (voz)
- 2003: Good Boy!: Shep (voz)
- 2004: Ocean's Twelve: Saul Bloom
- 2007: Ocean's Thirteen: Saul Bloom
- 2019: Toy Story 4: Carl Reineroceros (voz)

#### Televisión
- 1948: The Fashion Story (serie TV)
- 1949: The Fifty-Fourth Street Revue (serie TV): Regular (1949-50)
- 1950: Your Show of Shows (serie TV): Regular Performer
- 1954: Caesar's Hour (serie TV): George Hanson
- 1958: Sid Caesar Invites You (serie TV): Regular (1958)
- 1960: Head of the Family (telefilm): Rob Petrie
- 1964: Linus the Lionhearted (serie TV): Sascha Grouse / Dinny Kangaroo / Rory Raccoon (1964-1969) (voz)
- 1975: The 2000 Year Old Man (telefilm): Interviewer (voz)
- 1975: Medical Story (telefilm): Dr. Reiber
- 1976:  Good Heavens (serie TV): Mr. Angel
- 1980: Steve Martin: Comedy Is Not Pretty (telefilm): Sportscaster
- 1981: Skokie (telefilm): Abbot Rosen
- 1988: Mickey's 60th Birthday (telefilm)
- 1996: The Right tono Remain Silent (telefilm): Norman Friedler
- 2003: The Alan Brady Show (telefilm): Alan Brady (voix)
- 2004: The Dick Van Dyke Show Revisited (telefilm): Alan Brady
- 2004: Father of the Pride (serie TV): Sarmoti (voix)
- 2009: Dos hombres y medio: Marty ( S7 ép 11 )
- 2009: Dr House (Temporada 5, episodio 24): Eugene Schwartz
- 2010: Dos hombres y medio: Marty ( temp.8 ep. 10 )
- 2010: Dos hombres y medio: Marty ( temp. 11 ep. 2)